# Nueva República (barrio)
Nueva República es un barrio de la ciudad de Padre Las Casas, perteneciente a la conurbación del Gran Temuco, Chile.
Su sede social se ubica en el pasaje Lituania 560.

## Geografía

### Ubicación
Nueva República se ubica en las coordenadas 38°46′03″S 72°36′10″O / -38.76744, -72.602731.

### Límites
Sus límites son la frontera norte del parque Corvalán, la calle San Nicolás, el borde occidental de la calle Bombero Carlos Escobar, y el borde septentrional de la calle San Nicolás, por el norte; el borde oriental del pasaje Letonia y la línea imaginaria que lo proyecta hacia el norte, por el este; el borde septentrional del pasaje Epu y la línea imaginaria que lo prolonga hacia el oeste, por el sur; y el borde occidental del pasaje Ucrania por el oeste.

### Barrios limítrofes

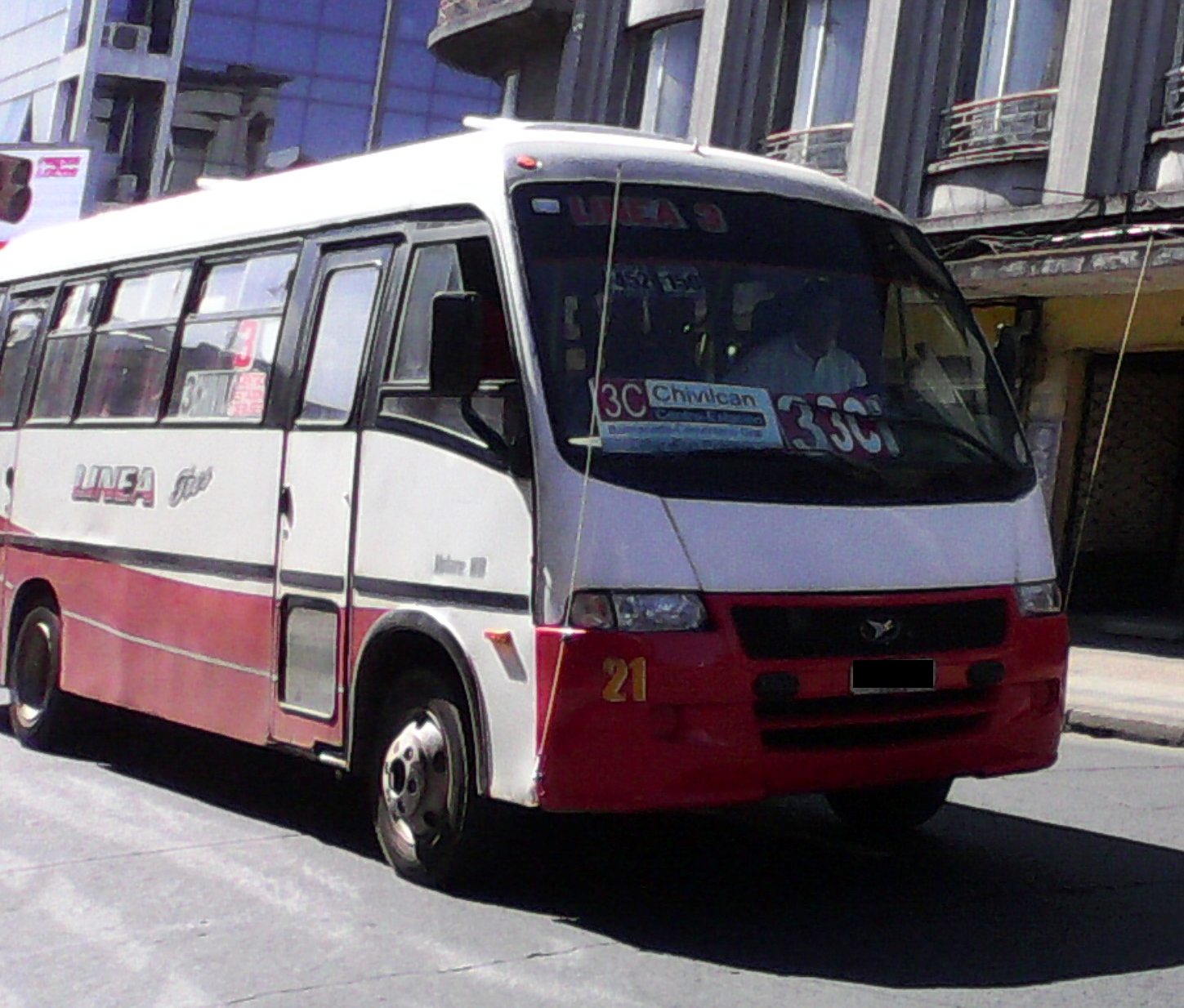
Ómnibus de la línea 3C en Temuco, dirigiéndose a Padre Las Casas.

Los barrios con los que limita Nueva República son:
| Noroeste: Padre Bernabé | Norte: Padre Bernabé  | Nordeste: Pablo Neruda                     |
| Oeste: Las Azaleas      |                       | Este: Lomas de Huitrán II                  |
| Suroeste: Las Azaleas   | Sur: Villa Mankemalén | Sureste: Lomas de Huitrán II Los Araucanos |

## Transporte

### Arterias viales
Las arterias viales del barrio son: Bombero Carlos Escobar, Estonia, Letonia, Lituania, San Nicolás, San Petersburgo y Ucrania, siendo Bombero Escobar y San Petersburgo las calles por donde circulan los autobuses urbanos.

### Autobuses urbanos
Los autobuses urbanos que pasan por Nueva República son:
- 3A: Portal San Francisco-Pulmahue-Tromén Lafquén.
- 3B: Tromén Lafquén-Pulmahue-Portal San Francisco.
- 3C: Tromén Lafquén-Padre Las Casas.

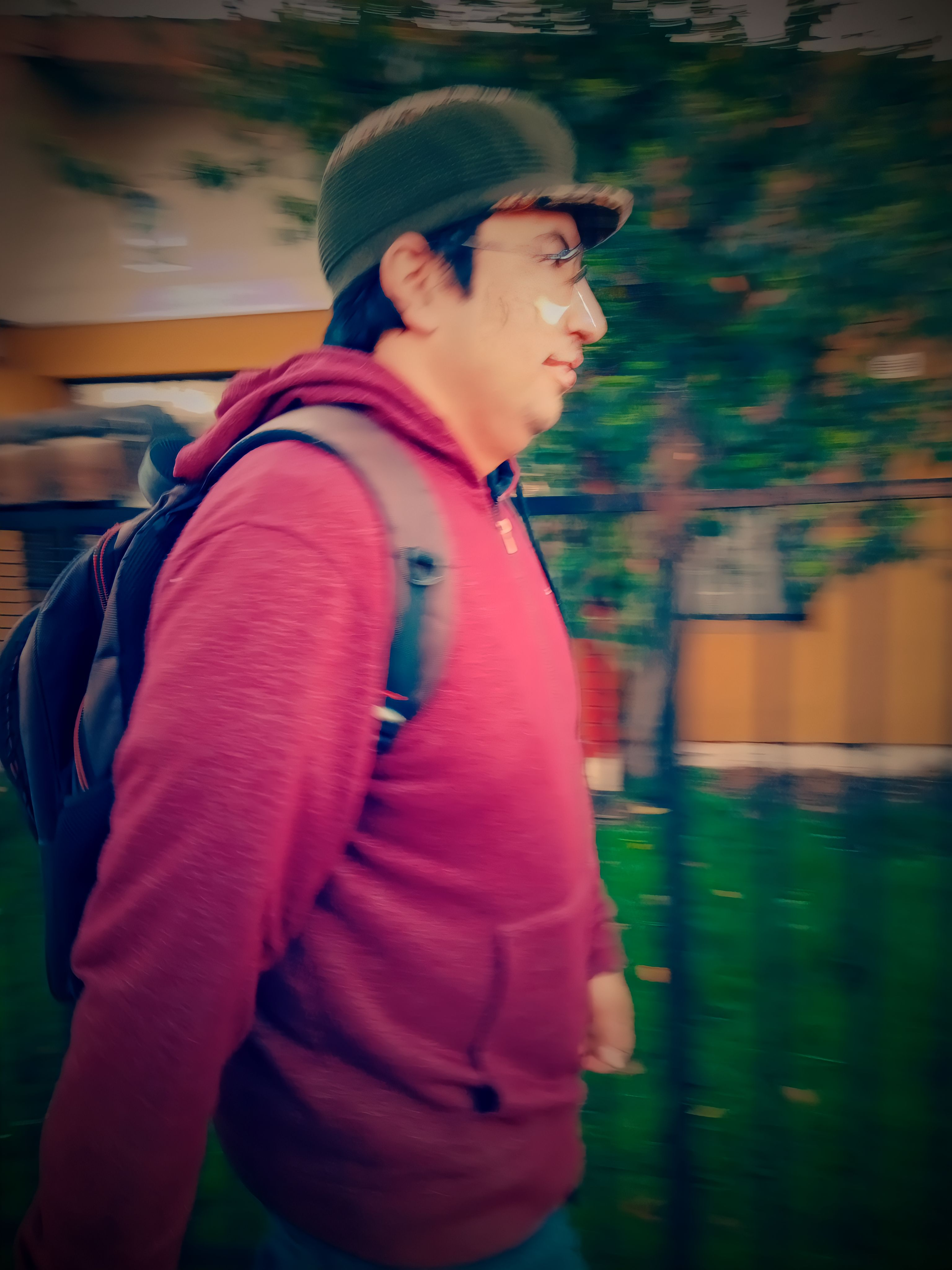
Rodrigo Hideki Hueñir, escritor del barrio Nueva República.

- 8C: Pulmahue-Quepe.

## Urbanismo

### Parque Corvalán
El área occidental del parque Corvalán se encuentra en el barrio Nueva República. En ella, se ubica una multicancha techada.

## Aseo
El barrio posee un punto de recolección de basura con compartimientos separados para papeles, cartones, plásticos y vidrio. Dichos contenedores se encuentran en el pasaje Lituania.